# نظرية الإدراك الاجتماعي
ترتبط نظرية الإدراك الاجتماعي (بالإنجليزية: Social Cognitive Theory)‏ (إس سي تي) المستخدمة في مجالات علم النفس والتعليم ونقل المعلومات، والتي تُعنى بمعارف الفرد المكتسبة مباشرة، برصد الآخرين ضمن إطار التفاعلات الاجتماعية والتجارب وتأثير الوسط الخارجي عليهم. طوّر هذه النظريةَ ألبرت باندورا باعتبارها إضافةً إلى نظرية التعلم الاجتماعي.
تنصّ النظرية على أنه عندما يرصد الأفراد نموذجًا لسلوك ما إلى جانب عواقب هذا السلوك، فإن ذلك يذكرهم بتسلسل الأحداث المتعلقة بالسلوك ذاته، إذ ترشدهم هذه المعلومة في السلوكيات التي قد يؤدونها لاحقًا. يدفع رصد النموذج بالراصد إلى مشاركته في السلوك الذي كان قد تعلّمه للتو. بمعنى آخر، لا يتعلّم الأفراد سلوكيات جديدة فقط عن طريق تبنّي هذه السلوكيات، سواء كانت تجربتهم لها ناجحة أو فاشلة، والأصح القول إن استمرارية الجنس البشري لطالما اعتمدت على تكرار أفعال الآخرين أو محاكاتها. بالاعتماد على ملاقاة سلوكيات الأفراد بالثواب أو العقاب وعواقب السلوك نفسه، يمكن للراصد أن يختار تقليد نموذج السلوك أم لا. توفر وسائط الإعلام أنماطًا عديدة لمنظومات مختلفة من الأفراد في ظروف بيئية مختلفة.

## نبذة تاريخية
تنشأ جذور مفهوم نظرية الإدراك الاجتماعي من كتاب إدوين بولت وهارولد شابمان براون الذي أُصدر عام 1931، إذ جاء فيه أن تصرفات الحيوانات تستند إلى مدى إشباعها لحاجاتها النفسية «الإحساس والمشاعر والرغبة». تكمن العناصر الأكثر أهمية في هذه النظرية بأنها تتنبأ بعدم قدرة الشخص على تعلم المحاكاة إلا عندما تُحاكى سلوكياته.
نشر نيل إلغر ميلر وجون دولارد في عام 1941 كتابهما مترافقًا مع طبعة منقحة من نظرية هولت حول نظرية التعلم الاجتماعي والمحاكاة. تحدثا عن العناصر الأربع التي تؤدي إلى التعلم، وهي: الدوافع، والدلائل، والاستجابات، والمكافئات. أحد هذه الدوافع هو الحافز الاجتماعي، والذي يتضمن المحاكاة، وهي عملية مطابقة الفعل لدلائل مكان تنفيذ الفعل وزمانه. تعتمد إمكانية محاكاة السلوك على ما إذا أدّى السلوك إلى نتائج إيجابية أم سلبية. ناقش ميلر ودولارد أنه بتحفيز الفرد لتعلم سلوك محدد، فيمكن أن يتعلّم هذا السلوك عن طريق الرصد الدقيق له. وبمحاكاة هذه الأفعال المرصودة، يترسّخ تعلم الفرد الراصد لهذا السلوك بالتعزيز الإيجابي.
توسّعت فرضية التعلم الاجتماعي وتحددت من قبل عالم النفس الكندي ألبرت باندورا. أجرى باندورا وتلاميذه وزملاؤه سلسة من الأبحاث، عُرفت بتجربة الدمية بوبو، بين عامي 1961 و1963، بهدف البحث عن أسباب تبنّي الأطفال سلوكياتٍ عدوانيةً. أظهرت هذه الدراسات أهمية النماذج في تبني سلوكيات جديدة.
ساعدت هذه الدراسات باندورا في إصدار مقاله وكتابه عام 1977، واللذين تحدث فيهما موسعًا عن فكرة تبنّي السلوك التي بناها على أبحاث ميلر ودولارد. زعم باندورا في مقاله الذي نُشر عام 1977 أن نظرية التعلم الاجتماعي تستعرض الصلة المباشرة بين الفعالية الذاتية بالتعلم والتغيرات السلوكية. تُستمد الفعالية الذاتية من مصادر أربعة هي: «إنجازات الأداء، والتجارب المنجزة، والإقناع الكلامي، والحالة النفسية».
نشر باندورا عام 1986 كتابه الثاني، وأعاد فيه تسمية نظريته بعد التوسع فيها. سمى النظرية الجديدة بنظرية الإدراك الاجتماعي، وما كان تغيير اسم النظرية إلا للتشديد على دور الإدراك في صياغة السلوك وتمثيله. قال باندورا في هذا الكتاب إن أسباب السلوك البشري هي أسباب شخصية وسلوكية ومتأثرة بالبيئة.
في عام 2001، ذكر باندورا نظرية الإدراك الاجتماعي (إس سي تي) ضمن اتصال جماهيري في مقالٍ نشره، وذكر فيه أنه يمكن استخدام النظرية لتحليل كيفية تأثير «الاتصالات الرمزية على فكر البشر وتصرفاتهم». تُبيّن النظرية كيفية انتشار السلوك الجديد من خلال المجتمع بفعل عوامل نفسية اجتماعية تسيطر على عملية اكتساب السلوك وتبنيه.
في عام 2011، نشر باندورا كتابًا بعنوان الأثر الاجتماعي والسياسة لنظرية الإدراك الاجتماعي، وذلك لتوسيع نطاق تطبيق «إس سي تي» في مجال تعزيز الصحة والقضايا العالمية الطارئة، والتي توفر رؤية متعمقة في معالجة المشاكل العالمية من خلال عدسة اجتماعية شاملة، تهدف إلى تحسين المساواة في حياة الأفراد عن طريق مفهوم «إس سي تي».
طُبّقت نظرية «إس سي تي» في العديد من مجالات عمل الإنسان، مثل اختيار مهنته والسلوك التنظيمي، وأيضًا في فهم عمليات التحفيز والتعلم والإنجاز في القاعات الدراسية.

## الوضع الراهن
نشأت نظرية الإدراك الاجتماعي من علم النفس، ولكن استنادًا إلى بحث غير رسمي أُجري في نوفمبر عام 2013، وُجد أن نسبة 2% فقط من المقالات المنشورة حول «إس سي تي» مُضمّنةٌ في مجال علم النفس الصرف، في حين هناك ما يقارب 20% من المقالات في مجال التعليم و16% في مجال التجارة والاقتصاد. إن معظم المنشورات التي تستخدم «إس سي تي»، بنسبة 56%، ينشأ من مجال علم النفس الصحي التطبيقي. تُركّز أغلبية الأبحاث الحالية في مجال علم النفس الصحي على اختبار «إس سي تي» في حملات التغييرات السلوكية بشكل معاكس للنظرية. تشمل مواضيع الحملة: زيادة استهلاك الفواكه والخضروات، وزيادة النشاط البدني، والتثقيف حول فيروس نقص المناعة، والرضاعة الطبيعية.
وُلد باندورا في عام 1925، وما يزال تأثيره كبيرًا على العالم. يُركز عمله الأخير، الذي نُشر في مايو عام 2011، على كيفية تأثير «إس سي تي» على مجالات الصحة والكثافة السكانية على حد سواء في ما يتعلق بتغير المناخ. يقترح باندورا أنه يمكن حلّ هذه المشكلات من خلال المسلسلات التلفزيونية التي تعرض نماذج تقوم بالسلوك المرغوب به بالنسبة للأفراد. في ما يتعلق بالصحة، كتب باندورا أنه لا يوجد حافز كبير في الوقت الحالي للأطباء لكتابة وصفات للسلوك الصحي، لكنه يعتقد أن تكلفة إصلاح المشكلات الصحية تبدأ بتفوق فوائد الصحة. يجادل باندورا بأننا على وشك الانتقال من نموذج مرضي (التركيز على الأشخاص الذين يعانون من مشاكل) إلى نموذج صحي (التركيز على صحة الأشخاص) وأن «إس سي تي» هي النظرية التي ينبغي استخدامها من أجل تعزيز مجتمع صحي. يشدد باندورا على أن النمو السكاني يمثّل أزمة عالمية بسبب ارتباطه باستنفاد موارد كوكبنا وتدهورها. يجادل باندورا بأنه يجب استخدام «إس سي تي» لزيادة استخدام وسائل منع الحمل والحدّ من عدم المساواة بين الجنسين من خلال نشر التثقيف وعرض نموذج الحفاظ على البيئة لتحسين حالة الكوكب.

## مشهد من الحياة الواقعية
النظرية الادراكية الاجتماعية هي نموذج مباشر يقترح حالات محددة جدًا يتحقق بموجبها التعلم الاجتماعي. بسبب خصوصيتها، ليس من المستغرب أن النظرية الادراكية الاجتماعية كانت محط اهتمام للجهات الذين يحاولون إحداث تغيير اجتماعي، لاسيما في مجال الصحة العامة. يتطلع علماء التغيير إلى امتلاك نماذج نظرية تساعدهم في تصميم حملات واسعة النطاق تصل إلى جزء كبير من الجمهور، ولها التأثيرات المرجوة على المواقف والسلوك. على سبيل المثال، إذا كان مسؤول الصحة العامة يصمم حملة لإقناع المراهقين بعدم التدخين، فإن النظرية الإدراكية الاجتماعية تبدو نموذجًا مناسبا.
استخدام نماذج جذابة تمكن المراهقين من تحديد مكافآت المناعة ولكن لم يبنوا سوى القليل منها. اعرض تلك النماذج التي توضح استراتيجيات تفاعلية مباشرة لرفض عرض التدخين. ثم أظهر تلك النماذج التي تم مكافأتها لرفضها من خلال الشعبية المحسنة، والتنفس اللطيف، والصحة الجيدة في المستقبل. يبدو هذا واضحًا، لكننا جميعًا نعلم أن هذه الحملات لا تعمل دائمًا. لما لا؟ حسنًا، قد تكون النظرية المعرفية الاجتماعية خاطئة.
لكن بعض الباحثين يعتقدون أن ذلك يرجع إلى أن حملات الصحة العامة لا تتبع دائمًا مبادئ النظريات مثل النظريات الادراكية الاجتماعية، وبالتالي لا تجني ثمار التغيير المطلوب في السلوك الصحي. على سبيل المثال، يقول مايكل سلاتر (1999) أنه من المهم اعتبار مكان وجود الجمهور في عملية التغيير ثم استخدام النظرية المعرفية الاجتماعية (أو نظريات أخرى مماثلة) بطريقة مناسبة.
على سبيل المثال، مجرد ان يفكر الجمهور في تغيير السلوك، فمن المنطقي إبراز (المكافئات والعقوبات) المحتملة لتحفيز المشاهد على تقمص السلوك. ومع ذلك، بعد تحقيق هذا الدافع، من المهم نمذجة المهارات حتى يتمكن المشاهدون من الشعور بفاعليتها وتقمص كل ما هو منمذج.
لقد بحث منظّرون آخرون في حملات الصحة العامة، وحددوا الطرق التي يمكن أن تؤدي إلى تحقيق ونجاح النظرية الإدراكية. على سبيل المثال، بحثت ساندي سميث (1997) في حملة وطنية لتشجيع الآباء على تطعيم أطفالهم
وقالت إن الحملة كانت فعالة في إظهار الكفاءة الذاتية لدى الآباء لمتابعة المناعة. على سبيل المثال، بغض النظر عن مقدار ما تريد تحصين أطفالك صحيا، إذا لم يكن لديك طبيب منتظم، أو فهم لنظام الصحة العامة المحلي، فمن غير المرجح أن تصل إلى مبتغاك.
هنا مثال آخر، درس براون (1992) الرسائل التعليمية حول الإيدز ووجد أن هذه الرسائل لم تكن فعالة مع مجتمع آسيا والمحيط الهادئ. بالاعتماد على جانب آخر من النظرية الادراكية الاجتماعية، قال براون بأنه من المهم إظهار نماذج لخلفية ثقافية مماثلة من أجل تحفيز التغيير السلوكي.
تشير هذه الأمثلة إلى أهمية النظر إلى جميع الفروق والآراء لنظرية معينة حتى تلك البسيطة منها - مثل الكفاءة الذاتية والتعرف إلى النظرية الإدراكية الاجتماعية - عند التعامل مع تعقيدات سلوك «الحياة الواقعية».[بحاجة لمصدر]

## لمحة عامة
تُعتبر نظرية الإدراك الاجتماعي نظرية تعلّم تستند إلى فكرة أن الأفراد يتعلمون من خلال رصد تصرفات الآخرين. يمكن لهذه السلوكيات المرصودة أن تكون أساسية في بناء شخصية الفرد. في حين يتفق علماء النفس الاجتماعي على أن البيئة التي ينمو فيها المرء تساهم في تشكيل سلوكه بشكل كبير، فإن الفرد (وبالتالي الإدراك) لا يقل أهمية عنها. يتعلم الأفراد من خلال مراقبة ورصد سلوك الآخرين، إذ تعمل البيئة والسلوك والإدراك كعوامل أساسية تؤثر على التطور في علاقة ثلاثية متبادلة. يمكن لكل سلوك يرصده الفرد أن يُغير من طريقة تفكيره (الإدراك). وبالمثل، فإن البيئة التي ينشأ فيها المرء قد تؤثر في تشكيل سلوكياته لاحقًا. على سبيل المثال، تُحدّد عقلية الأهل (وإدراكهما أيضًا) البيئة التي ينشأ فيها أطفالهم.
يفسّر باندورا المفاهيم الأساسية لهذه النظرية من خلال تخطيط السببية الثلاثية المتبادلة، إذ يوضح المخطط كيفية تأثر تكاثر السلوك المرصود بتفاعل المحددات الثلاثة التالية:
1. المحدد الشخصي: سواء كان الفرد يتمتع بالكفاءة الذاتية العالية أو المنخفضة تجاه السلوك (على سبيل المثال، حاول أن تجعل المتعلم يؤمن بقدراته الشخصية على أداء سلوك ما بشكل صحيح).
2. المحدد السلوكي: هو الاستجابة التي يتلقاها الفرد بعد أداء سلوك معين (أي توفير الفرص أمام المتعلم لتجربة نتائج التعلم الناجح بعد أداء السلوك بشكل صحيح).
3. المحدد البيئي: هو جميع جوانب البيئة أو مكان التجربة الذي يؤثر على قدرة الفرد على أداء السلوك بشكل صحيح (أي جعل الظروف البيئية مواتية لتحسين الكفاءة الذاتية من خلال توفير الدعم والمواد المناسبة).[11]

من المهم أن نلاحظ أن عملية التعلم يمكن أن تحدث دون أن تقدم أي تغيير في سلوك الفرد. وفقًا للمبادئ العامة للتعلم الاجتماعي التي وضعها جاي. إي. أورمورد، فليس من المهم أن يكون التغييرُ المرئي في السلوك الدليلَ الأكثر شيوعًا على التعلم. يعتقد الباحثون في مجال التعلم الاجتماعي أنه نظرًا إلى قدرة الأفراد على التعلم من خلال الملاحظة وحدها، فقد لا تظهر نتائج تعليمهم في أدائهم سلوكًا ما. إنها تعتمد على بعضها، ويمكن أن يرتبط تأثيرها مباشرة بالسلوك النفسي الفردي أو الجماعي. وفقًا لأليكس ستاجكوفيتش وفريد لوثان، من المهم إدراك التأثيرات النسبية التي يمارسها عامل أو عاملان أو ثلاثة من العوامل التفاعلية على السلوك المحفّز، والتي تختلف تبعًا لاختلاف الأنشطة والظروف والأفراد.

## أوجه القصور

### النمذجة ووسائل الإعلام
في البرامج التلفزيونية، وفقًا لنظرية الإدراك الاجتماعية، من المفترض أن يحاكي المشاهدون السلوكيات المعتمدة من قبل الشخصيات المحبوبة، في حين يجب تجنّب السلوكيات المرفوضة من قبل وسائل الإعلام. ومع ذلك، في معظم الحالات، يكون من غير المرجح أن تواجه الشخصيات في البرامج التلفزيونية شعور المعاناة طويلة الأمد والعواقب السلبية الناجمة عن تصرفاتها الخطرة، والتي قد تقوّض العقوبات التي تنقلها وسائل الإعلام، ما يؤدي إلى نمذجة السلوكيات المحفوفة بالمخاطر. أجرى نابي وكلارك تجارب حول مواقف الفرد ونواياهم عند استعراضهم صورًا مختلفة لممارسة الجنس في علاقة عابرة؛ فهو سلوك جنسي غير آمن ومحفوف بالمخاطر، ووجدا أنه بالنسبة للأفراد الذين لم يسبق لهم تجربة ممارسة الجنس في علاقة عابرة، فمن المحتمل أن يزيد استعراضُ الصور الإعلامية لهذا السلوك من إمكانية قيامهم بالأمر في المستقبل، على الرغم من أن النتائج السلبية كانت معروضة في البرامج التلفزيونية سابقًا.